# Ziad Bakri
Pour les articles homonymes, voir Bakri.
Ziad Bakri (en arabe, زياد بكري, en hébreu, זיאד בכרי ; aussi orthographié Ziyad Bakri), né le 27 mars 1980,  est un acteur arabe israélien. Il est le fils du célèbre acteur et réalisateur palestinien Mohammed Bakri et le frère des acteurs Saleh Bakri et Adam Bakri.

## Biographie
En 2001, il sort diplômé du Nissan Nativ Acting Studio de Tel Aviv. En 2004, il sort du cours de photographie Camera Obscura et, en 2007, du cours de cinéma Minshar (Manifeste), toujours à Tel Aviv.

## Filmographie

### Acteur

#### Courts métrages
- 2008 : 6,5 minutes à Tel Aviv (6.5 Dakot Betel Aviv) de Mirey Brantz : Ziad
- 2008 : Ajameyoun d'Alex Bakri : Ziad
- 2010 : Sense of Morning de Maysaloun Hamoud
- 2014 : Personal Matters  de Maha Haj : Tareq
- 2015 : Who am I after your exile in me de Marc Ruchmann : Lui
- 2016 : Mare Nostrum de Rana Kazkaz et Anas Khalaf : Le père
- 2017 : Bonboné de Rakan Mayasi
- 2019 : Give Up the Ghost de Zain Duraie : Ammar
- 2021 : Tala'vision  de Murad Abu Eisheh : Taher
- 2021 : Amira de Mohamed Diab : Basel
- 2021 : Arnoos de Samer Battikhi : Adnan
- 2023 : Mar Mama de Majdi El-Omari

#### Longs métrages
- 2009 : Zion et son frère (Zion Ve Ahiv) d’Eran Merav : George
- 2009 : Le Temps qu'il reste d’Elia Suleiman : Jamal
- 2010 : Miral de Julian Schnabel : Helmi
- 2010 : The Clock and the Man (الساعة والإنسان ('al-sāʕa(t) wa-l-'insān), hébreu השעון והאדם (ha-šaʕōn we-ha-‘adam) de Gazi Abu-Baker[2]
- 2012 : Water de Mohammad Bakri, Ahmad Bargouthi, Mohammad Fuad, Tal Haring, Yona Rozenkier, Nir Sa'ar, Maya Sarfaty, Pini Tavger
- 2013 : Placebo de Rani Blair : Aristotle
- 2014 : Self Made de Shira Geffen : Yusuf
- 2015 : Blind Sun de Joyce A. Nashawati : Ashraf
- 2016 : Personal Affairs de Maha Haj : Hisham
- 2018 : Mafak de Bassam Jardawi : Ziad[3]
- 2020 : Le Traducteur (The Translator) de Rana Kazkaz et Anas Khalaf : Sami Najjar
- 2022 : The Weekend Away de Kim Farrant : Zain
- 2023 : Profeti d'Alessio Cremonini
- 2023 : Ganapath de Vikas Bahl
- 2024 : The Stranger's Case de Brandt Andersen : Fathi
- 2024 : Les Barbares de Julie Delpy : Marwan
- 2025 : The Sand Castle de Matty Brown : Nabil

#### Télévision
- 2004 : God's Stories, épisode Joseph le rêveur (Joseph the Dreamer) : Aser
- 2008 : The Shooting of Thomas Hurndall (téléfilm) de Rowan Joffé : Sergent Taysir
- 2015 : Lechudim Betoch HaReshet (série télévisée) : Ramzi
- 2015-2017 : Le Bureau des légendes (série télévisée) d'Eric Rochant : Nadim

### Directeur de la photographie
- 2009 : Zahara de Mohammed Bakri (documentaire)

## Théâtre
- 2005 : A Day of our Lives, mise en scène Mohammed Bakri, Festival d’Acre[1]
- 2007 : 100, Tmuna Theatre de Tel Aviv[1]